# Jason Beardsley
Jason Clive Beardsley (Uttoxeter, 1989. július 12. –) angol labdarúgó, a Derby County csapatában játszik.

## Pályafutása
Bardsley az uttoxeteri helyi csapat fiataljai között kezdte pályafutását, ahol édesapja menedzserként dolgozott. Nagyon fiatalon több csapat is felfigyelt rá, 7 évesen úgy döntött, hogy gyerekkori kedvenc csapatát, a Derby Countyt választja.
10 évig volt tagja a Kosok akadémiájának, majd megkapta két évre szóló profi szerződését. Azért nem csak egyéves kontraktust adtak neki - ahogy az általában szokás -, mert nagyon meggyőző volt a teljesítménye. Beardsley előtt nem sokkal olyan saját nevelésű játékosok kerültek már ki az akadémiáról, mint Giles Barnes, Lewin Nyatanga vagy Lee Camp.
Beardsley 2007-ben, a Ligakupában mutatkozhatott be a profik között a Blackpool ellen. Azon a meccsen kapott egy sárga lapot, majd a 61. percben lecserélték, helyét Andy Todd vette át. A rendes játékidő 2-2-es döntetlent hozott, majd büntetőkkel 7-6 arányban kikapott a Derby.